# Božidar Adžija
Božidar Adžija (Drniš, 24. prosinca 1890. – Zagreb, 9. srpnja 1941.), hrvatski političar i publicist i narodni heroj Jugoslavije.

## Životopis
Privučen Tomášom Masarykom (1850. – 1937.), studirao je u Pragu, gdje je doktorirao pravo. Nakon povratka iz rata u Drnišu je 1918. izabran za člana Narodnog vijeća SHS-a. Bio je urednik lista Sloboda te povjerenik za socijalnu politiku Zemaljske vlade, ali podnosi ostavku. Zapostavlja stranačku politiku i bavi se zaštitom, osiguranjem, obrazovanjem i sindikalnim organiziranjem radnika. Osnivač je Radničke čitaonice i biblioteke 1926/27. godine. 
Godine 1935. pristupio je KP-u i postao predsjednik Stranke radnog naroda. Neovisno o političkim dužnostima i ideološkim razmiricama, uvijek je uz konkretna radnička prava, te pokretač niza aktivnosti zagrebačke Radničke komore, jedan od prvih koji je upozoravao na fašističku opasnost, ostajući izvan ortodoksne komunističke ideologije. Autor je brojnih stručnih i popularnih studija i brošura iz filozofskog, političkog, ekonomskog, sociološkog i drugih područja. Uhićivao ga je i zatvarao jugoslavenski režim, a utamničili u logoru Kerestincu i pogubili ustaše, u znak odmazde za atentat na ustaškog agenta.
Za narodnog heroja proglašen je 26. srpnja 1945. godine ukazom Antifašističkog vijeća narodnog oslobođenja Jugoslavije.

## Djela
- "Kapitalizam i socijalizam",
- "Međunarodna organizacija rada",
- "Od Platona do Marxa",
- "Članci i rasprave".